# MOA-2007-BLG-400Lb
MOA-2007-BLG-400Lb es un planeta extrasolar ubicado aproximadamente a 22 000 años luz de distancia, en la constelación de Sagitario, que orbita la estrella MOA-2007-BLG-400L. Este planeta fue detectado el 18 de septiembre de 2008 mediante microlente gravitacional por Subo Dong. Tiene una masa de entre el 50 % y el 130 % de la de Júpiter y orbita entre 0.6 y 1.1 UA.